# Emmanuel Pierrot
Emmanuel Pierrot est un photographe français né à Nancy le 28 juillet 1967, connu surtout pour son travail de nature morte développé en atelier. Il collabore régulièrement avec le monde de la culture, de l’édition et de la presse et consacre une partie de son temps à l’enseignement et à la transmission dans le cadre de l’atelier StudioP8, à la faculté de Paris VIII. L’ensemble de ses archives sont distribuées par l’agence VU.

## Biographie
Emmanuel Pierrot est né à Nancy le 28 juillet 1967. Il reçoit son premier appareil photo, un petit Kodak 110, à l’occasion de ses 8 ans. C’est à l’adolescence qu'il débute réellement en intégrant pendant ses temps libres le service photo du quotidien La Liberté de l'Est (devenu Vosges Matin). Il traite de nombreux sujets allant du fait divers, comme l’affaire Grégory, aux accidents de voitures et autres Noces d'or en passant par le Tour de France, les derbys de football, la vie politique... Il y aiguise sa sensibilité dans le traitement et l’acuité de son regard.  Il abandonne cependant rapidement l’idée du reportage, préférant nourrir son imaginaire plutôt que de s’attacher à la réalité et élabore des principes de construction à l’échelle de la miniature. À 20 ans il obtient son brevet de compagnon photographe dans le cadre de la Chambre des métiers de la Moselle. Un de ses professeurs, Jean-Luc Tartarin, l’incite à assister à de nombreuses interventions de photographes et d’intervenants spécialisés dans la photographie plasticienne (Patrick Tosani, Craigie Horsfield, Hannah Colins, Boyd Webb…) . Ces rencontres, déterminantes, influenceront ses partis pris à venir.
Ses études terminées, il prend la direction de New York où il continue à faire des rencontres décisives pour son parcours : William Laxton, Ralph Gibson, Mark Arbeit et finalement James Wojicik avec lequel il perfectionne son apprentissage du studio, de la construction, de la lumière et de la chambre photographique.
De retour à Paris en 1992, il installe son premier atelier dans la bien nommée rue Daguerre. Commencent alors de nombreuses collaborations qui continuent à ce jour. En 2000, il aménage son atelier à Saint Ouen, véritable boîte à outils au service de ses ambitions.
Dans le cadre d’un projet appelé « Ex-ordi-tra-naire » réalisé avec Sundries en 2012, Emmanuel Pierrot a rassemblé un ensemble de photos réalisées ces dix dernières années et en totale rupture avec ses travaux en atelier. À travers des images du quotidien, il aborde l’idée du cliché et des stéréotypes de la photographie. On y retrouve toutefois l’ironie, la malice et la sensibilité qui caractérise l’ensemble de son travail.

## Approche et technique
Emmanuel Pierrot est surtout connu pour son travail de natures mortes. Ses idées se matérialisent sous la forme de constructions plasticiennes. Pourtant ses photographies ne sont pas de simples natures mortes. Il y raconte des histoires, cherchant à y refléter l’âme des choses, toujours avec une pointe de légèreté et d’humour.

## Travaux
Son travail est reconnu dans le monde de la photographie et a été commenté dans la presse écrite (Le Monde 2, Réponses photo, Étapes graphique) et sur des blogs (le blog de Libération : Zoumzoum, pixelcreation.fr, le blog de Michel Philippot : lejournaldelaphotographie.com).

### Expositions
- 1998 : En collaboration avec la galerie Alain Gutharc, installation Bien venu mal venu
- 1999 : galerie Glassbox : la jeune création française et britannique
- 2000 : espace Picto Montparnasse : Emmanuel Pierrot, Vanités et légèreté
- 2005 : installation photographique sur l’Ile de Sein dans le cadre de la résidence Art à la Pointe
- 2006 : Scène nationale de Villeneuve d’Ascq, une saison toute en images
- 2007 : Scène nationale de Villeneuve d’Ascq, Saison 2 : le Retour
- 2008 : Galerie Coin Canal, exposition Le Bestiaire puis Galerie Richelieu, exposition 1+1 = 3
- 2009 : Rencontres Internationales d’Arles, projection à l’occasion de La Nuit de l’Année aux ateliers
- 2011 : festival international de photographie d’Ulsan, Corée –L’infatigable Monsieur Ki
- 2012 : exposition « le Cheval Amusant », Les Femmes du Cheval de Troie au château Saint Jean de Nogent

Centre d’Art de Pantin, Les jeudis du Pavillon : Les Gommes, collaboration avec l’artiste Lorentino

### Presse
En France, ses photographies se retrouvent régulièrement en couverture de quotidiens et de magazines et illustrent des sujets pour : Libération (culture, société, rubrique « Tu mitonnes » de Jacky Durand), Le Monde, Courrier international, Le Monde diplomatique, Télérama, La revue des deux mondes Technikart, Le Parisien, Psychologie Magazine, Le Nouvel Observateur, Stilleto, Marie Claire...
Mais aussi à l’étranger: The Sunday Times, The New Scientist, Newsweek, The Telegraph, Der Spiegel...

### Édition
Les photos d’Emmanuel Pierrot sont régulièrement choisies par les maisons d’édition. On les retrouve en couverture de nombreux livres. Dans la collection Folio : Raconteur d’Histoire et faux semblants de Didier Daeninckx, Le Planétarium de Nathalie Sarraute, Les Vitamines du bonheur de Raymond Carver, Mon cœur à l’étroit de Marie Ndiaye. Plus récemment, Un anglais sous les Tropiques de William Boyd pour la collection Point2 chez Seuil.

### Théâtre
Il met son talent au service de plusieurs théâtres : Scène Nationale de Villeneuve d’Ascq, le théâtre de Caen, ou encore l’orchestre de Dijon Bourgogne, Reims Scènes d’Europe, Théâtre de la Monnaie à Bruxelles.

### Publicité
Emmanuel Pierrot signe notamment des images pour Harvey Nichols, Galeries Lafayette, la Fnac, Schweppes, Martini, Shu Uemura... (agences DDB, BBDP, Young and Rubicam, Saatchi & Saatchi, Publicis, Mc Cann Ericson).

## Enseignement
Depuis toujours, Emmanuel Pierrot attache une importance particulière à la transmission et à l’échange. Il a animé un atelier consacré à l’enseignement de la photographie à l'École des Beaux Arts de Quimper et actuellement à l’Institut supérieur des Arts appliqués et à la faculté Paris VIII (UFR Culture et Communication) et mis en place plusieurs workshops et résidences.
Accompagné de son acolyte Jeff, il partage son savoir dans l'atelier artistique "L'image" sur le campus de Nancy de Sciences Po. De "l'homme nature" à la "représentation de l'homme face à l'hyper-consommation", les élèves profitent de son expertise, de son savoir-faire et de sa patte artistique évidente. Les élèves retiendront son engagement sans faille pour eux, en atteste son renvoi du LIDL de la ville de Nancy qu'il voulait investir dans l'optique de ses travaux. 